# Стриженко, Николай Михайлович
Николай Михайлович Стриженко (6 декабря 1896,  ст. Белореченская, Кубанская область, Российская империя — 13 января 1954,   СССР) — советский военачальник, генерал-майор (04.06.1940).

## Биография
Родился 6 декабря 1896 года в  станице Белореченская, ныне город Белореченск Краснодарского края. Из казаков. Член ВКП(б).. Русский.

### Военная служба

#### Первая мировая война
В августе 1915 года был мобилизован на военную службу  и зачислен в 148-й запасной полк в посёлке Белый Ключ. Затем с маршевой ротой направлен на Кавказский фронт, где воевал в телеграфной роте в районе крепости Карс и городе Трапезунд. После Октябрьской революции дивизия убыла с фронта.

#### Гражданская война
После демобилизации  Стриженко в январе 1918 гола вступил в Филипповский красногвардейский отряд. С февраля служил красноармейцем в 1-м Белореченском, с августа — 2-м Белореченском, а с сентября — в Конном Кубанском полках. В составе этих частей участвовал в боях против частей генерала Л. Г. Корнилова, кубанских казаков атамана А. П. Филимонова, войск генералов В. Л. Покровского, А. И. Деникина и А. Г. Шкуро. С января 1919 года по март 1920 года состоял в партизанском отряде, действовавшем в районе крепости Шатой, Шали и Ведено. С марта 1920 года исполнял должность помощника коменданта ревтрибунала 8-й армии, переименованной затем в Кавказскую трудовую армию.

#### Межвоенные годы
С июля 1921 года по сентябрь 1922 года находился на учебе на 49-х Грозненских пехотных курсах. После окончания обучения направлен в 38-й стрелковый полк 13-й Дагестанской стрелковой дивизии СКВО, где проходил службу командиром взвода, помощником командира и командиром роты. С июня 1923 года командовал ротой в 239-м Артемовском стрелковом полку 80-й стрелковой дивизии УВО в городе Славянск. С августа 1925 года по сентябрь 1926 года проходил подготовку на курсах «Выстрел», после которых был назначен начальником полковой школы. В апреле 1931 года переведен начальником хозяйственной части Харьковской школы червонных старшин им. ВУЦИК. С ноября там же был преподавателем тактики, командиром батальона курсантов, старшим преподавателем тактики, помощником начальника
школы по материальному обеспечению. В январе 1938 года переведен помощником командира 3-й Крымской стрелковой дивизии в городе Симферополь. С февраля 1939 года комбриг Стриженко командовал 68-й горнострелковой дивизией в САВО. С ноября 1940 года по май 1941 года слушатель КУВНАС при Военной академии РККА им. М. В. Фрунзе.

#### Великая Отечественная война
С началом  войны генерал-майор  Стриженко продолжал командовать 68-й горнострелковой дивизией. С августа 1941 года дивизия дислоцировалась на территории Ирана и в боевых действиях участия не принимала. С июля 1942 года Стриженко — начальник Алма-Атинского пехотного училища, а с 14 марта 1943 года зачислен в резерв Ставки. С 25 октября принял командование 352-й стрелковой дивизией, которая в составе 49-й армии Западного фронта оборонялась юго-восточнее Орши. С 23 июня 1944 года части дивизии в составе 3-го Белорусского фронта принимали участие в Белорусской, Витебско-Оршанской и Минской наступательных операциях, в освобождении городов Орша, Борисов, Минск и Гродно. За овладение важным ж.-д. узлом Орша ей было присвоено наименование «Оршанская» (06.07.1944), а за освобождение города Гродно награждена орденом Красного Знамени (25.07.1944).	18 октября  Стриженко был отстранен от должности и зачислен в распоряжение ГУК НКО, а в ноябре назначен начальником 1-го Туркестанского пулеметного училища в городе Кушка.
За время  войны комдив Потапенко  был  четыре  раза персонально упомянут в благодарственных в приказах Верховного Главнокомандующего.

#### Послевоенное время
После войны в декабре 1945 года училище было расформировано, а генерал-майор  Стриженко зачислен в распоряжение Военного совета ТуркВО. В марте 1946 года допущен к командованию 360-й стрелковой Невельской Краснознаменной дивизией. В июле 1949 года переведен в ПрибВО заместитель командира 16-го гвардейского стрелкового корпуса. 25 сентября 1950 года гвардии генерал-майор  Стриженко уволен в запас.

## Награды
- орден Ленина (21.02.1945[5][6])
- три ордена Красного Знамени (02.07.1944[7],  03.11.1944[8][6],  24.06.1948[6])
  - медали в том числе:
  - «XX лет Рабоче-Крестьянской Красной Армии» (1938)[3].
  - «За победу над Германией в Великой Отечественной войне 1941—1945 гг.» (28.08.1945)[9]

Приказы (благодарности) Верховного Главнокомандующего в которых отмечен Н. М. Стриженко.
- За овладение городом и оперативно важным железнодорожным узлом Орша — мощным бастионом обороны немцев, прикрывающим минское направление. 27 июня 1944 года. № 121.
- За форсирование реки Березина, и овладение штурмом городом и крупным узлом коммуникаций Борисов — важным опорным пунктом обороны немцев, прикрывающим подступы к Минску. 1 июля 1944 года. № 126.
- За овладение штурмом столицей Советской Белоруссии городом Минск — важнейшим стратегическим узлом обороны немцев на западном направлении. 3 июля 1944 года. № 128.
- За овладение штурмом городом и крепостью Гродно — крупным железнодорожным узлом и важным укреплённым районом обороны немцев, прикрывающим подступы к границам Восточной Пруссии. 16 июля 1944 года. № 139.